# Piano invariabile
| Anno   | Giove | Saturno | Urano | Nettuno |
| ------ | ----- | ------- | ----- | ------- |
| 2009   | 0,32° | 0,93°   | 1,02° | 0,72°   |
| 142400 | 0,48° | 0,79°   | 1,04° | 0,55°   |
| 168000 | 0,23° | 1,01°   | 1,12° | 0,55°   |

Per piano invariabile di un sistema planetario s'intende il piano passante attraverso il suo baricentro (centro di massa) il quale è perpendicolare al vettore del suo momento angolare.
Nel sistema solare, circa il 98% di questo contributo è da attribuire ai momenti angolari orbitali dei quattro pianeti gioviani (Giove, Saturno, Urano, e Nettuno). Esso viene chiamato anche piano laplaciano (non va confuso con il piano di Laplace) dal nome dell'astronomo francese Pierre Simon Laplace che per primo lo individuò. Il piano invariabile è compreso entro 0,5° del piano orbitale di Giove, e può essere considerato come la media ponderata di tutti i piani orbitali planetari.
Laplace definì il piano invariabile come il piano di massima area, dove l'area è il prodotto del raggio, o meglio della sua derivata rispetto al tempo dR/dt (vale a dire la sua velocità), moltiplicato per la massa.

## Descrizione
La magnitudine del vettore del momento angolare orbitale di un pianeta è L = RMV, dove R è il raggio orbitale del pianeta (dal baricentro), M è la massa del pianeta, e V è la sua velocità orbitale. Quella di Giove fornisce il maggior contributo al momento angolare del sistema solare con il 60,3%. Seguono Saturno (24,5%), Nettuno (7,9%) e Urano (5,3%). Il Sole controbilancia la totalità dei pianeti, cosicché esso è vicino al baricentro quando Giove si trova su un lato e gli altri tre pianeti gioviani sono diametralmente opposti sull'altro lato, ma il Sole si allontana di 2,17 raggi solari dal baricentro quando tutti i pianeti gioviani sono in linea sull'altro lato. I momenti angolari orbitali del Sole e di tutti i pianeti non-gioviani, inclusi i satelliti e i corpi minori del sistema solare, come pure i momenti di rotazione assiale di tutti i corpi, incluso il Sole, ammontano soltanto al 2% circa.
Se tutti i corpi del sistema solare fossero masse puntiformi, o corpi rigidi aventi distribuzione di massa sfericamente simmetrica, allora il piano invariabile sarebbe veramente invariabile e costituirebbe un sistema inerziale di riferimento. Ma tali condizioni ideali non sono vere nella realtà del Sistema solare, consentendo così lo spostamento di una piccolissima quantità di momento dalle rotazioni assiali alle rivoluzioni orbitali a causa dell'attrito mareale. Sebbene questo non causi nessun mutamento nel modulo dei momenti angolari, esso provoca un lievissimo mutamento nella sua direzione, poiché gli assi rotazionali non sono paralleli agli assi orbitali. Anche la precessione degli assi di rotazione causa un leggerissimo mutamento nella sua direzione. Tuttavia questi cambiamenti sono infinitesimali rispetto ai momenti angolari complessivi del sistema, cosicché il piano si può considerare invariabile per la maggior parte degli scopi.

## Posizione
Tutti i piani planetari orbitali oscillano attorno al piano invariabile, vale a dire che essi ruotano intorno al suo asse mentre le loro inclinazioni rispetto ad esso variano, a causa della perturbazione gravitazionale degli altri pianeti. Quello della Terra ruota con un quasi-periodo di 100.000 anni e un'inclinazione che varia da 0,1° a 3°.
Se i calcoli a lungo termine sono fatti  in base all'eclittica attuale, la quale è inclinata rispetto al piano invariabile di circa 1,5°, essa sembra ruotare con un periodo di 70.000 anni e un'inclinazione che varia fra 0° e 4°.
Specificamente, l'orbita terrestre (l'eclittica) è inclinata rispetto al piano invariabile di 1°34'59"−18"T, dove T è il numero di secoli dal 1900. Il suo valore J2000.0 è 1°34'43,3".
La variazione dell'inclinazione dell'orbita di Giove rispetto al piano invariabile è compresa tra 14' e 28'.